# عمرو مرزوق
عمرو مرزوق (وُلد في 1 ديسمبر 1976) هو كاتب وروائي مصري، من مواليد محافظة الغربية. يكتب في مجال الرُعب. تتلمذ على يد الكاتب أحمد خالد توفيق، ودخل مجال الكتابة عام 2014، حيث أصدر عددًا من الروايات والكتب أشهرها ثلاثية الرعب التاريخي (ميدوم، سي أوزير، السر المفقود).

## حياته
ولد عمرو مرزوق في 1 ديسمبر 1976 في محافظة الغربية، درس في مدرسة حسين غراب الخاصة. انتقل هو وأسرته إلى محافظة المنوفية بعد انتهاء مرحلة الابتدائية ليظل فيها حتى مرحلة الثانوية، ثم انتقل هو وأسرته مرة أخرى إلى محافظة القاهرة. التحق بكلية الزراعة وحصل على بكالوريوس الزراعة عام 2002 من جامعة عين شمس، ثم التحق بعدها بسنواتٍ بكلية الحقوق، حيث حصل على درجة بكالوريوس الحقوق عام 2010 من جامعة القاهرة، وحصل على ماجستير في القانون الجنائي عام 2012، وهو الآن باحث للدكتوراة في القانون الدستوري.[بحاجة لمصدر]
كانت بدايته في كتابة المقالات في مجلة كلمتنا ومجلة الشباب عام 2000، وثم قام بكتابة رواية نوفيلا صغيرة بعنوان ضحية الجنون عام 2011. كانت أول رواياته في الرعب الحقيقي بعنوان أناشيد الموت عام 2014، وكان قد شارك  في معرض القاهرة الدولي للكتاب في دوراته منذ عام 2014. شارك في عددٍ من الندوات تحت رعاية معرض القاهرة الدولي للكتاب عام 2019، كما حل ضيفًا في عددٍ من الندوات الأخرى. ظهر في عددٍ من اللقاءات الإذاعية في إذاعة صوت العرب وإذاعة الشباب والرياضة.
شارك في معرض القاهرة الدولى للكتاب في دورته ال52 بثمانى روايات متنوعة بين جرايم القتل والرعب التاريخي .. كما نُشر له مقال عن علاقة المصريين القدماء بالكواكب الأخرى في جريدة أخبار اليوم
حصل على جائزة أنه من ضمن أفضل 100 كاتب مصري عام 2016 برعاية ساقية الصاوي وبالتعاون مع مجموعة النيل العربية للنشر والتوزيع وغيرها، كما حصل على درع التكريم من نادى الإعلاميين كواحد من أفضل الكتاب الذين تناولوا تاريخ مصر القديمة في رواياته.[بحاجة لمصدر] حصل أيضًا على شهادة دورة تدريبية على الإنترنت بدون ساعات حول كتابة السيناريو من جامعة ميتشيجان الغربية الأمريكية عام 2020.

## مؤلفاته
من أعماله ورواياته:
- 2014 – أناشيد الموت (رواية)، دار اكتب للنشر والتوزيع[3][4][19] –(ردمك 978-977-488-272-2)
- 2015 – ميدوم (رواية)، دار نون للنشر والتوزيع[2][3][4][20] –(ردمك 978-977-6436-94-7)
- 2016 – شامبالا - المملكة المفقودة (رواية)، دار نون للنشر والتوزيع[1][21] – (ردمك 978-977-7780-43-8)
- 2016 – دقات العاشرة (قصة قصيرة، 30 صفحة)، دار أدباء 200 للنشر الإلكتروني[22]
- 2017 – الكابوس (رواية)، دار نون للنشر والتوزيع [1][23]
- 2018 – سى أوزير - الفرعون المنبوذ (رواية)، دار نون للنشر والتوزيع[24][25] – (ردمك 978-977-7781-32-9)
- 2018 – نساء في التاريخ (سير)، زين للنشر والتوزيع، القاهرة[1]– (ردمك 978-977-6640-25-2)
- 2019 – السر المفقود (رواية)، دار نون للنشر والتوزيع[26] – (ردمك 978-977-7780-89-6)
- 2019 – ويبقى العشق (قصص)، دار السعيد للنشر والتوزيع، القاهرة[1][27] – (ردمك  978-977-6667-21-1)
- 2019 –العهد (رواية)، دار نون للنشر والتوزيع [1][28]
- 2020 – عفار (رواية)، دار نون للنشر والتوزيع – (ردمك 978-977-7782-08-1)[29]
- 2020 – صباحكم بلا وجع، دار السعيد للنشر والتوزيع – (ردمك 978-977-6777-9-46)
- 2020 – الندم، دار نون للنشر والتوزيع